# La Vestale (Spontini)
La Vestale è una tragédie-lyrique in tre atti di Gaspare Spontini su libretto in lingua francese di Victor-Joseph-Étienne de Jouy.
La prima rappresentazione avvenne con successo all'Académie impériale de Musique di Parigi il 15 dicembre 1807 con François Lays e venne dedicata all'imperatrice Giuseppina.
Viene considerata il capolavoro di Spontini, per la possente ispirazione drammatica, la finezza della parte strumentale, la stretta aderenza tra valori musicali, psicologia dei personaggi ed azione scenica.

## Cast della prima assoluta
| Personaggio            | Tipologia vocale | Interpreti della prima 15 dicembre 1807 (direttore Jean-Baptiste Rey) |
| ---------------------- | ---------------- | --------------------------------------------------------------------- |
| Licinio                | tenore           | Étienne Lainez                                                        |
| Cinna                  | tenore           | François Lays                                                         |
| Il Gran Pontefice      | basso            | Henri-Étienne Dérivis                                                 |
| Giulia                 | soprano          | Alexandrine-Caroline Branchu                                          |
| La Gran Vestale        | mezzosoprano     | Marie-Thérèse Maillard                                                |
| Il capo degli aruspici | basso            | Signor Duparc                                                         |
| Un console             | basso            | Signor Martin                                                         |

## Sinossi

### Atto I
Licinio, appena tornato da una fortunata campagna militare contro i Galli, dichiara all'amico Cinna che è innamorato di Giulia. La giovane, tuttavia, è destinata a diventare Vestale, ed esprime il suo dolore alla Gran Sacerdotessa, che però la esorta a continuare i servigi come serva della dea. Durante la celebrazione del trionfo, Licinio e Giulia si incontrano, e si danno appuntamento per la sera al tempio.

### Atto II
È notte, e dal tempio giungono le preghiere delle vestali e della Sacerdotessa, che onorano e benedicono il sacro fuoco di Vesta (Foco divino, alma del mondo). Mentre Giulia riflette angosciosamente al tempio (Tu che invoco con orrore), Licinio la raggiunge e si scambiano promesse d'amore. Improvvisamente il sacro fuoco di Vesta si spegne, e Cinna riesce a far fuggire Licinio. Arrivano i sacerdoti e le vestali, e capiscono che il fuoco si è spento per colpa di Giulia. Il Gran Sacerdote appare e chiede alla giovane chi fosse l'uomo con lei. Giulia, non volendo rivelare chi era con lei (O Nume tutelar degli infelici), viene condannata al supplizio di essere murata viva.

### Atto III
Il giorno dopo, Licinio è sconvolto per la condanna di Giulia (Ohimè, quale apparato), e decide con l'amico Cinna ed altri suoi fedeli di far cessare il rito e di salvare Giulia. Intanto, la ragazza viene condotta nella tomba. Lei mestamente saluta le sorelle, e ricorda il suo triste amore con Licinio, che vorrebbe ancora rivedere (Caro oggetto, il di cui nome). Mentre Giulia si appresta al supplizio, entrano Licinio, Cinna e gli armati per porre fine al rito macabro, quando improvvisamente un fulmine cade dal cielo, squarcia il velo da vestale di Giulia, e riaccende il fuoco sacro. Il gran sacerdote interpreta l'avvenimento come uno scioglimento dai voti proferiti dalla giovane e come rappacificamento con la divinità, e tutto culmina nel tripudio generale. Giulia e Licinio sono ora liberi di amarsi.

## Struttura musicale

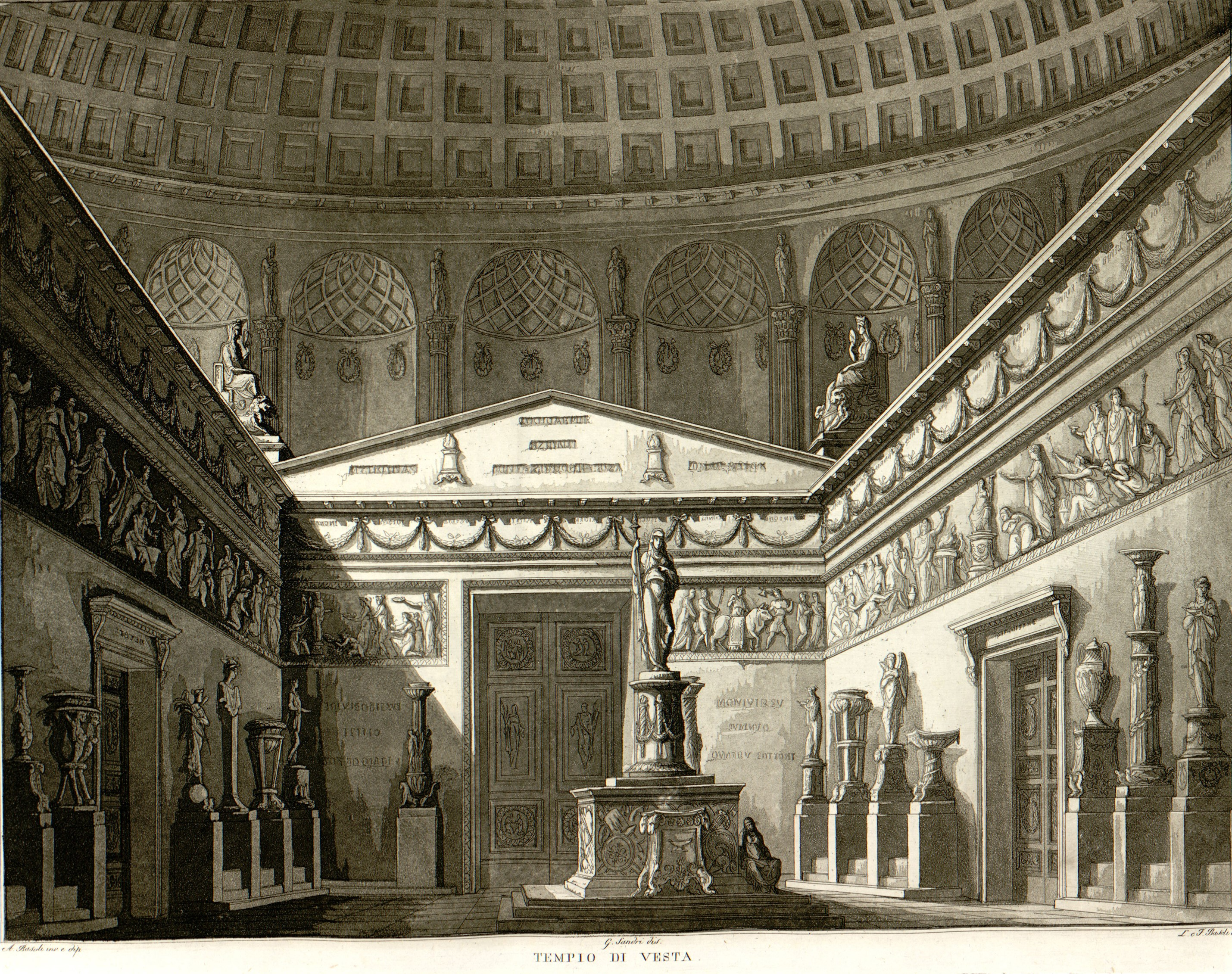
Bozzetto della scenografia di Antonio Basoli

La seguente ripartizione fa riferimento alla traduzione italiana del libretto
- Sinfonia

### Atto I
- N. 1 - Aria Al cuore d'un amico fedele (Cinna)
- N. 2 - Duetto Se amicizia seconda il mio coraggio (Licinio, Cinna)
- N. 3 - Inno del mattino Figlia del cielo, eterna Vesta (Coro)
- N. 4 - Aria L'amore è un mostro barbaro (Gran Vestale)
- N. 5 - Aria Licinio, io sto per rivederti (Giulia)
- N. 6 - Finale I Di fronde d'alloro copriamo le strade (Coro, Licinio, Gran Vestale, Cinna, Giulia, Sommo Sacerdote, Console)

### Atto II

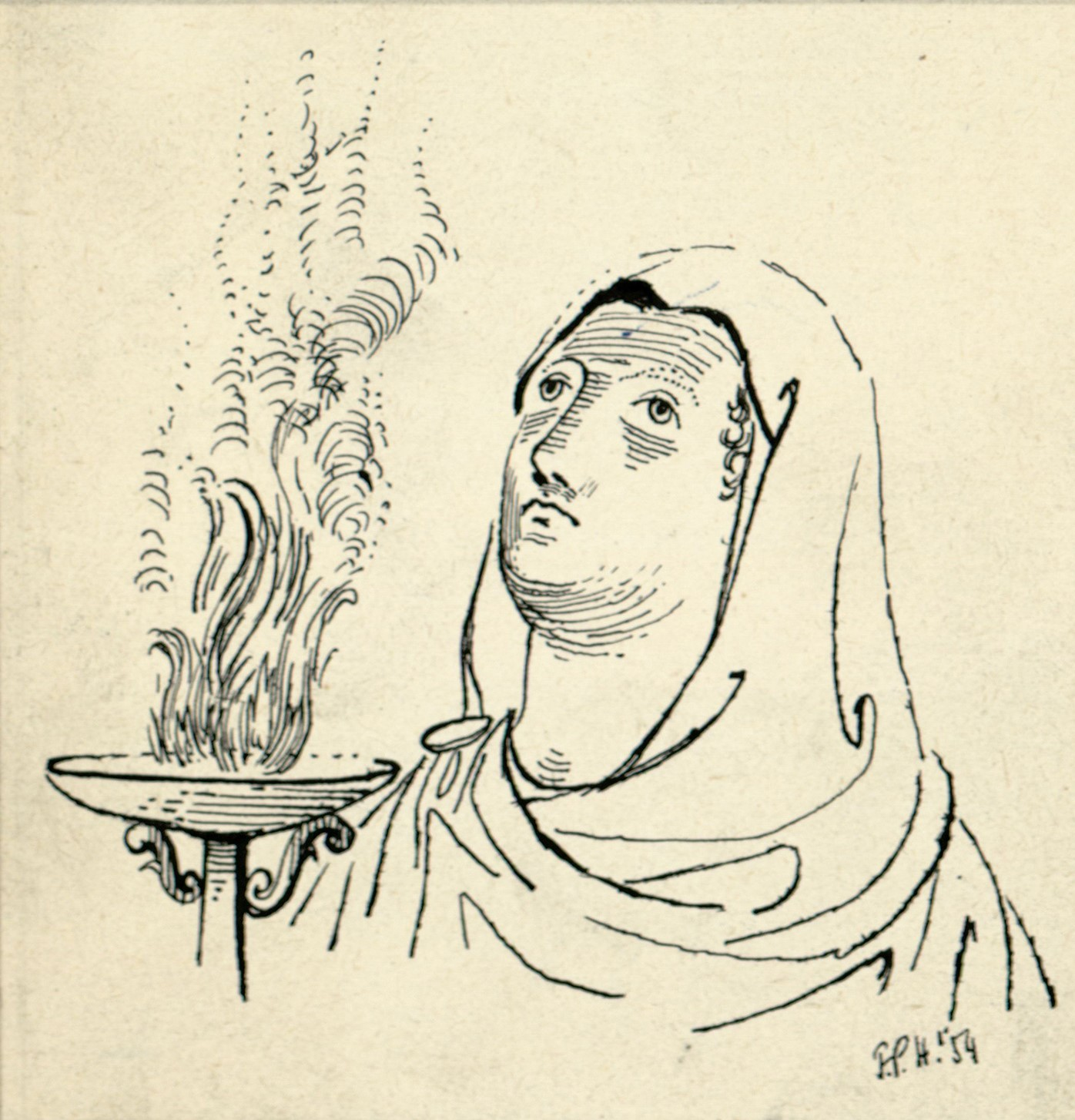
Disegno per copertina di libretto, disegno per La vestale (1954). Archivio Storico Ricordi

- N. 7 - Inno della sera Fuoco creatore, anime del mondo (Coro)
- N. 8 - Aria Tu, che invoco con orrore (Giulia)
- N. 9 - Duetto L'amore che arde nella nostra anima (Licinio, Giulia)
- N. 10 - Terzetto Ah! se ti sono cara (Giulia, Licinio, Cinna)
- N. 11 - Finale II Nume tutelar degli infelici (Giulia, Sommo Sacerdote, Coro, Gran Vestale)

### Atto III
- N. 12 - Aria Ohimè, quale apparato (Licinio)
- N. 13 - Aria Non è più tempo di ascoltare (Cinna)
- N. 14 - Duetto Sei tu che tremerai (Licinio, Sommo Sacerdote)
- N. 15 - Aria Caro oggetto, il di cui nome (Giulia)
- N. 16 - Finale III O terrore! O sventura! (Coro, Sommo Sacerdote, Licinio, Cinna, Giulia, Gran Vestale)

## Incisioni
| Anno                    | Cast (Giulia, Licinio, Cinna, Gran Sacerdote, Gran Vestale)                                  | Direttore          | Etichetta |
| ----------------------- | -------------------------------------------------------------------------------------------- | ------------------ | --------- |
| 1954 (in italiano-LIVE) | Maria Callas, Franco Corelli, Enzo Sordello, Nicola Rossi-Lemeni, Ebe Stignani               | Antonino Votto     | GOP       |
| 1969 (in italiano-LIVE) | Leyla Gencer, Robleto Merolla, Renato Bruson, Agostino Ferrin, Franca Mattiucci              | Fernando Previtali | Memories  |
| 1991 (in francese)      | Rosalind Plowright, Francisco Araiza, Pierre Lefébvre, Arturo Cauli, Gisella Pasino          | Gustav Kuhn        | Orfeo     |
| 1993 (in francese)      | Karen Huffstodt, Anthony Michaels-Moore, J. Patrick Raftery, Dimitri Kravakos, Denyce Graves | Riccardo Muti      | Sony      |
| 2022 (in francese)      | Marina Rebeka, Stanislas de Barbeyrac, Tassis Christoyannis, Nicolas Courjal, Aude Extremo   | Christophe Rousset | Bru-Zane  |